# Tasimia denticulata
Tasimia denticulata is een schietmot uit de familie Tasimiidae. De soort komt voor in het Australaziatisch gebied.